# Povrchový ohýbač prstů
Povrchový ohýbač prstů (latinsky: musculus flexor digitorum superficialis) je sval druhé vrstvy svalů předloktí zodpovědný za flexi druhého až pátého prstu (kromě posledního článku, který ohýbá hluboký ohýbač prstů (m. flexor digitorum profundus) a pomocnou flexi předloktí a ruky.
Má dvě hlavy – pažněloketní hlavu (caput humeroulnare) a vřetenní hlavu (caput radiale). Pažněloketní hlava začíná na přístředním nadkůstku (epicondylus medialis) a kosti loketní (ulna). Vřetenní hlava začíná na kosti vřetenní (radius) podél přivracečové drsnatiny (tuberositas pronatoria). Sval se upíná pomocí čtyř šlach na bázi středního článku druhého až pátého prstu.  
Sval je inervován středovým nervem (nervus medianus).